# Chörau
Chörau – dzielnica gminy Osternienburger Land w Niemczech, w kraju związkowym Saksonia-Anhalt, w powiecie Anhalt-Bitterfeld.
Do 31 grudnia 2009 była to oddzielna gmina we wspólnocie administracyjnej Osternienburg. Do 1 lipca 2007 należała do powiatu Köthen.